# Włodzimierz Wojciechowski (archeolog)
Włodzimierz Wojciechowski (ur. 18 września 1932 w Toruniu, zm. 6 marca 2018) – polski archeolog, specjalizujący się w archeologii pradziejowej i młodszej epoce kamienia.

## Życiorys
Urodził się w 1932 roku. Studiował archeologię na Uniwersytecie Wrocławskim przygotowując pracę magisterską Grupa jordanowska kultury nadcisańskiej na Śląsku w 1961, z którym związał swoje życie zawodowe, uzyskując kolejno stopnie naukowe: doktora w 1964 na podstawie pracy Kultura pucharów lejowatych na Dolnym Śląsku, doktora habilitowanego i profesora w 1986 roku. Należał do cenionych pracowników Katedry Archeologii Uniwersytetu Wrocławskiego. W latach 1981–1984 był prodziekanem Wydziału Filozoficzno-Historycznego. W 1987 roku został wybrany na pierwszego dziekana nowo utworzonego Wydziału Nauk Historycznych i Pedagogicznych, który powstał z podziału Wydziału Filozoficzno-Historycznego. W latach 1990–1996 i 1999–2002 był członkiem Senatu uczelnianego. Był specjalistą w zakresie młodszej epoki kamienia w Europie Środkowej, w tym zwłaszcza eksploatacji i dystrybucji surowców skalnych w kontekście dalekosiężnych kontaktów interregionalnych. Kierował pracami wykopaliskowymi w rejonie Henrykowa, Jordanowa Śląskiego i Strzelina. Autor licznych publikacji opublikowanych w czasopismach naukowych, krajowych i zagranicznych. Redaktor serii wydawniczej „Studia Archeologiczne”, wydawanej w ramach serii: „Acta Universitatis Wratislaviensis”. Był także członkiem komitetu redakcyjnego belgijskiego czasopisma „Prehistorie Europeenne”.

## Wybrane publikacje
- Zagadnienie chronologii relatywnej kultur młodszej epoki kamienia na Dolnym Śląsku na tle środkowoeuropejskiej systematyki neolitu, Wrocław 1970.
- Broń pierwotna i starożytna w Polsce, Warszawa 1973.
- Osada ludności kultury pucharów lejowatych w Janówku pow. Dzierżoniów, Warszawa-Wrocław 1973.
- Rola oddziaływań kręgu halsztackiego w rozwoju społeczeństw epoki żelaza w Polsce Zachodniej na tle środkowoeuropejskim: materiały konferencyjne, Wrocław 1980.
- Wczesnoneolityczna osada w Skoroszowicach, Wrocław 1981.
- Periodyzacja młodszych kultur naddunajskich na Górnym Śląsku w świetle badań w Mochowie, Wrocław 1987.
- Osady neolityczne na stanowisku 19 w Strzelinie, Wrocław 2000.